# Har Brakha
Har Brakha (en hébreu : הר ברכה, « Mont Bénédiction ») est une colonie israélienne, illégale du point de vue du droit international,, située en Cisjordanie, territoire palestinien occupé. La localité se trouve au sud de la ville palestinienne de Naplouse. Elle est organisée comme une communauté et se trouve dans la juridiction du Conseil régional de Shomron. En 2021, elle comptait 3 062 habitants.

## Toponymie
Har Brakha tire son nom d'une des deux montagnes mentionnées dans le Livre du Deutéronome sur laquelle la moitié des douze tribus d'Israël sont montées pour bénir.

## Géographie
La colonie est située sur la crête sud du Mont Gerizim, à 870 mètres au-dessus du niveau de la mer, dans les monts de Samarie, près de la ville palestinienne de Naplouse.

## Histoire
Har Brakha est fondée le 17 novembre 1982. En 1987, un noyau de familles orthodoxes arrive pour fonder la colonie. Après la fondation, Eliezer Melamed est nommé rabbin, auteur de la série de livres de loi juive « Perles de la loi ».
La colonie dispose d'une école primaire pour garçons et d'une école primaire pour filles, d'un lycée talmudique pour garçons et d'un lycée talmudique pour filles, ainsi que d'une « yechiva hesder ».
En 2011, un grand groupe de chrétiens évangéliques vient aider à la vendange des vignobles adjacents à la localité, à l'initiative et avec l'approbation du rabbin Melamed, et ils résident depuis sur la colline ouest de la localité.
Après la construction de plusieurs centaines de maisons privées à Har Brakha, les membres de la localité décident de construire des immeubles de quatre, cinq et six étages. Cette décision est prise dans le but de réduire les prix des logements et de donner la possibilité aux jeunes couples d'acheter des maisons dans le village. Dans le cadre de la construction, une école pour garçons et une école pour filles ainsi que onze jardins d'enfants sont également construits à Har Brakha,.

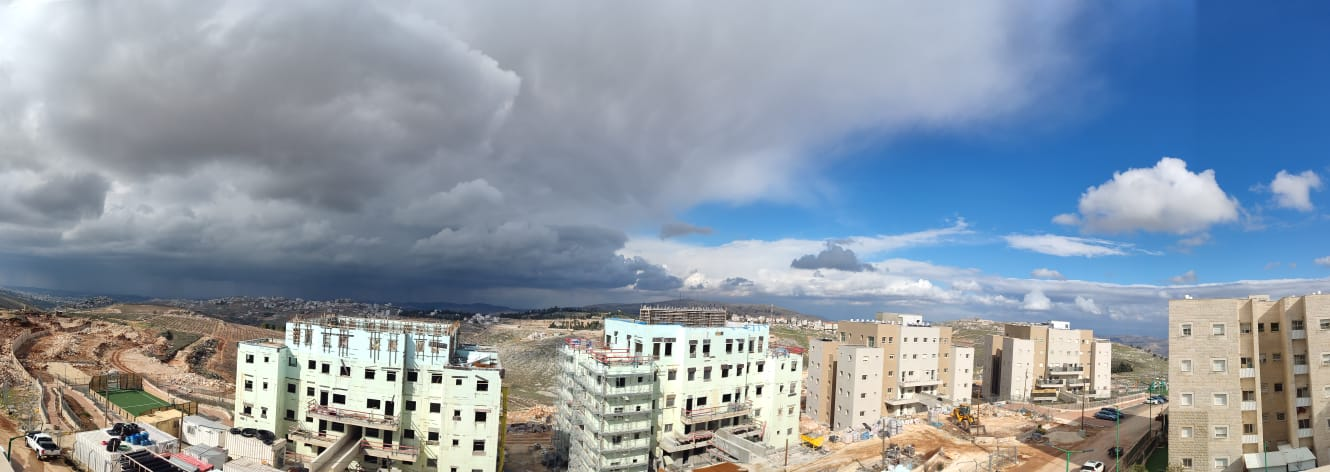
Extension de la colonie israélienne de Har Brakha, en Cisjordanie occupée, le 8 mars 2022.